# Jannine Weigel
Jannine Parawie Weigel (ญานนีน ภารวี ไวเกล), nota anche con lo pseudonimo di Ploychompoo (พลอยชมพู) (Steinfurt, 30 luglio 2000), è una cantante, attrice, modella e youtuber tedesca-thailandese.

## Biografia
È nata da padre tedesco e madre thailandese; il suo primo nome, Jannine (ญานนีน, jāːn˧.nīːn˧), proviene dall'ebraico e significa "Yahweh è gentile", mentre il secondo, Parawie (ภารวี, pʰäː˧.rä˦˥.wiː˧), significa "raggio di sole" in thailandese. Il suo soprannome thailandese, Ploychompoo (พลอยชมพู, pʰlɔːj˧.t͡ɕʰom˧.pʰuː˧), significa invece "zaffiro rosa".
Jannine ha tre fratelli maggiori, nati rispettivamente nel 1986, 1988 e 1990; ha vissuto a Steinfurt fino ai 10 anni per poi spostarsi a Bangkok nel luglio 2010.
Ha frequentato la scuola primaria in Germania fino alla quarta elementare, mentre una volta in Thailandia ha ricevuto un'istruzione domiciliare fino alla prima media. Fino al primo anno di liceo ha ricevuto una formazione a distanza, conclusasi nel 2014. Come parte del suo piano avanzato di studio, sta attualmente frequentando un corso pre-laurea in materie umanistiche all'Università aperta Sukhothai Thammathirat, in specializzazione di lingua inglese.
Jannine parla fluentemente thailandese, inglese e tedesco e sta studiando mandarino e vietnamita.
Ha cominciato a lavorare come modella nel 2010, quando si è trasferita a Bangkok; già l'anno successivo si è focalizzata invece sul canto. Dopo tre mesi di allenamento, è entrata nel cast di un talent show canoro per ragazzi, Singing Kids, classificandosi al terzo posto; da quel momento è sotto contratto con l'etichetta GMM Grammy.
Nel 2013 ha aperto un canale su YouTube dove pubblica, tra le altre cose, cover di canzoni famose, molte divenute virali con milioni di visualizzazioni.
Nel 2015 è uscito il suo primo singolo, Chak Din Chak Ngo; ne seguiranno numerosi altri, tra cui diverse colonne sonore. Dallo stesso anno comincia a recitare; hanno contribuito alla sua fama infatti i ruoli nelle serie televisive Banlang Mek e U-Prince Series, oltre che nel film Senior.

## Discografia

### EP
- 2015 - Genesis
- 2017 - Deep End

### Singoli
- 2015 - Chak Din Chak Ngo
- 2015 - Pluto
- 2015 - Still Your Girl
- 2015 - Shotgun
- 2015 - Guard Your Heart
- 2015 - Volg Jou Hart
- 2015 - Thoe Doen Khao Ma
- 2016 - Away
- 2016 - Finish Line
- 2016 - Because of You
- 2016 - Phro Rao Khu Kan
- 2017 - I'm Glad
- 2017 - Zurück Zu Dir
- 2017 - Deep End
- 2017 - Lost
- 2017 - Strangled Love
- 2017 - Ghostbuster
- 2017 - Mai Roo Juk Chun Mai Roo Juk Tur (con Chonlathorn Kongyingyong)
- 2018 - Ter Tang Nan
- 2018 - Winyaan Tee Lut Loi

### Collaborazioni
- 2017 - Mai Khoei Khit Khae Phuean (Special Version) (con Mew MBO)

## Filmografia

### Cinema
- Mass Suicide (2012)[6]
- Khitaratchaniphon, regia di Nonzee Nimibutr, Wonlop Prasoppon, Parkpoom Wongpoom e Yongyoot Thongkongtoon (2015)[7]
- Senior, regia di Wisit Sasanatieng (2015)[8]
- Love Score (2018)[9]

### Televisione
- Banlang Mek - serie TV (2015)
- Love Songs Love Series - serie TV (2016)
- Ped Idol - serie TV, 8 episodi (2016)
- When I Was 16 - serie TV (2016)
- U-Prince Series - serie TV, 4 episodi (2017)
- My Secret Friend - webserie, 2 episodi (2017)

## Premi e candidature
- Daradaily the Great Awards
  - 2015 - Candidatura Stella femminile nascente dell'anno[10]
  - 2015 - Candidatura Miglior cantante femminile dell'anno[10]

- Suphannahong National Film Awards
  - 2016 - Miglior canzone originale per Thoe Doen Khao Ma[11]